# NXT TakeOver: XXV
NXT TakeOver: XXV foi um show de wrestling profissional e evento da WWE Network produzido pela WWE para a sua divisão da marca NXT. O evento aconteceu em 1º de junho de 2019, na Webster Bank Arena em Bridgeport, Connecticut. Foi o vigésimo quinto evento sob a cronologia NXT TakeOver.
Sete lutas foram disputadas no evento, incluindo duas gravadas para o episódio da semana seguinte do NXT. No evento principal, Adam Cole derrotou Johnny Gargano para vencer o NXT Championship. Em outras lutas importantes, a Campeã Feminina do NXT Shayna Baszler e a Campeão Norte-Americano do NXT Velveteen Dream derrotando Io Shirai e Tyler Breeze respectivamente para reter seus títulos, e o The Street Profits (Angelo Dawkins e Montez Ford) venceram o NXT Tag Team Championship que estava vago em uma luta fatal four-way de escadas.

## Produção

### Conceito
TakeOver é uma série de eventos de wrestling profissional que começou em 29 de maio de 2014, quando a marca NXT realizou sua segunda transmissão ao vivo exclusiva na WWE Network chamada TakeOver. Nos meses seguintes, o apelido "TakeOver" se tornou a marca usada pela WWE para todos os seus especiais do NXT ao vivo na WWE Network. O TakeOver: XXV foi apropriadamente nomeado por ser o 25º evento TakeOver do NXT.

### Histórias
O card era composto por cinco lutas. As lutas resultaram de histórias roteirizadas, nas quais os lutadores retratavam heróis, vilões ou personagens menos distintos que geravam tensão e culminavam em uma luta ou série de lutas. Os resultados foram predeterminados pelos escritores da WWE sobre a marca NXT, enquanto as histórias foram produzidas em seu programa semanal de televisão, NXT.
No TakeOver: New York, Johnny Gargano derrotou Adam Cole em uma luta de duas quedas para vencer o NXT Championship que estava vago. No dia 15 de maio de 2019, no episódio do NXT, foi marcada uma revanche entre os dois pelo título no TakeOver: XXV.
Durante o WWE Superstar Shake-up de 2019, os Campeões de Duplas do NXT, The Viking Raiders (Erik e Ivar), foram convocados para o Raw. Em seguida, eles renunciaram voluntariamente aos títulos na gravação de 1º de maio de 2019 do NXT (exibido em 15 de maio), embora tivessem uma defesa de título final contra o Street Profits (Angelo Dawkins e Montez Ford) que terminou em desqualificação após The Forgotten Sons (Wesley Blake e Steve Cutler) e Oney Lorcan e Danny Burch se envolveram. Mais tarde, foi agendada uma luta four-way de escadas  para o TakeOver: XXV entre Lorcan e Burch, Street Profits, The Forgotten Sons e The Undisputed Era (Kyle O'Reilly e Bobby Fish).

## Evento
| Função:               | Nome:            |
| --------------------- | ---------------- |
| Comentaristas         | Mauro Ranallo    |
| Comentaristas         | Nigel McGuinness |
| Comentaristas         | Beth Phoenix     |
| Anunciadora de ringue | Alicia Taylor    |
| Árbitros              | Drake Wuertz     |
| Árbitros              | Eddie Orengo     |
| Árbitros              | Darryl Sharma    |
| Painel do pré-show    | Charly Caruso    |
| Painel do pré-show    | Sam Roberts      |
| Painel do pré-show    | Pat McAfee       |

Na luta de abertura, Matt Riddle enfrentou Roderick Strong. Riddle executou um Cradle Belly to Back Inverted Mat Slam em Strong para vencer.
Em seguida, The Undisputed Era (Bobby Fish e Kyle O'Reilly), The Street Profits (Angelo Dawkins e Montez Ford), Oney Lorcan e Danny Burch e The Forgotten Sons (Steve Cutler e Wesley Blake) competiram em uma luta de escadas pela vago NXT Tag Team Championship. Ford pegou os cintos para vencer o título.
Depois disso, The Velveteen Dream defendeu o NXT North American Championship contra Tyler Breeze. Dream executou um Purple Rainmaker em Breeze para reter o título. Após a luta, os dois ganhariam o respeito um do outro e tirariam uma selfie juntos.
Na penúltima luta, Shayna Baszler defendeu o NXT Women's Championship contra Io Shirai. Baszler forçou Shirai a se submeter ao Kirifuda Clutch para reter o título. Após a luta, Shirai atingiu Baszler com um taco de kendo e executou um Moonsault em Baszler. Shirai então realizou um Moonsault com uma cadeira em Baszler.

### Evento principal
Na luta principal, Johnny Gargano defendeu o NXT Championship contra Adam Cole. Gargano executou um Slingshot DDT em Cole que fez o kick out. Cole executou um "Panama Sunrise" fora do ringue em Gargano. Cole aplicou o "Garga-No-Escape", mas Gargano escapou. Gargano então executou um "Last Shot" em Cole que novamente fez o kick out. Gargano inadvertidamente realizou um Suicide Dive em Drake Wuertz, o árbitro, e então realizou um Superkick em uma cadeira em Cole. Gargano aplicou o Garga-No-Escape, mas Cole escapou. Cole realizou um segundo Panama Sunrise e um segundo Last Shot em Gargano para ganhar o título. Quando o show terminou, Cole, Kyle O'Reilly, Bobby Fish e Roderick Strong posaram e celebraram a vitória de Cole.

## Recepção
NXT TakeOver: XXV recebeu críticas altamente positivas entre fãs e jornalistas de wrestling. Larry Csonka do 411Mania deu ao show uma nota 8/10. Ele descreveu o evento declarando "Para surpresa de absolutamente ninguém, NXT TakeOver: XXV foi outro grande evento TakeOver com todos os quatro títulos em jogo, um grande momento para algumas estrelas que estavam esperando por sua chance no grande palco, e um novo campeão sendo coroado conforme o poder no NXT muda."
Dave Meltzer do Wrestling Observer Newsletter também elogiou o evento com todas as lutas recebendo avaliações positivas. Classificação de 5 estrelas possíveis, ele premiou Matt Riddle vs. Roderick Strong e a luta de escadas pelo NXT Tag Team Championship receberam 4,5 estrelas, a luta pelo NXT North American Championship de Velveteen Dream vs. Tyler Breeze 3,75 estrelas, a luta pelo NXT Women's Championship de Shayna Baszler vs. Io Shirai 4 estrelas e a luta pelo NXT Championship de Johnny Gargano vs. Adam Cole 5,25 estrelas, tornando-se apenas o segundo combate da WWE que Meltzer deu mais de 5 estrelas.

## Resultados
| Nº                                          | Resultados | Estipulações                                         | Tempo |
| ------------------------------------------- | --- | ---------------------------------------------------- | ----- |
| Dark                                        | Keith Lee derrotou Kona Reeves | Luta individual                                      | N/A   |
| Dark                                        | Mia Yim derrotou Bianca Belair | Luta individual                                      | N/A   |
| 1                                           | Matt Riddle derrotou Roderick Strong | Luta individual                                      | 14:45 |
| 2                                           | The Street Profits (Angelo Dawkins e Montez Ford) derrotaram Oney Lorcan e Danny Burch, The Undisputed Era (Kyle O'Reilly e Bobby Fish), e The Forgotten Sons (Wesley Blake e Steve Cutler) | Luta de escadas pelo vago NXT Tag Team Championship  | 21:30 |
| 3                                           | Velveteen Dream (c) derrotou Tyler Breeze | Luta individual pelo NXT North American Championship | 16:50 |
| 4                                           | Shayna Baszler (c) derrotou Io Shirai por submissão | Luta individual pelo NXT Women's Championship        | 12:15 |
| 5                                           | Adam Cole derrotou Johnny Gargano (c) | Luta individual pelo NXT Championship                | 32:00 |
| (c) – Refere-se aos campeões antes da luta. | |                                                      |       |